# Frank Wonneberg
Frank Wonneberg ist ein deutscher Autor, der sich vorwiegend mit Themen rund um die Vinyl-Schallplatte befasst.

## Leben
Frank Wonneberg stammt aus einem Musikerhaushalt: sein Vater war der Orchesterleiter und Hochschuldozent Alfons Wonneberg. Mitte der 1970er-Jahre absolvierte Wonneberg eine Lehre als Handschriftsetzer. Nach seinem Armeedienst in der DDR studierte er zunächst Musikwissenschaften und dann Kulturgeschichte. Danach kehrte er in die Verlagswelt zurück und arbeitete für verschiedene Zeitschriften wie dem Jugendmagazin Neues Leben. Er gestaltete Schallplattencover für die Amiga und entwarf Plakate für Rockbands und Musikveranstaltungen.
Nach der Wende kam er zum Henschel-Verlag für Kunst und Theater, wo er beim Musikmagazin NMI – Neue Musik Information arbeitete, das kurz darauf mit dem Magazin Messitsch fusionierte. Außerdem war er im Institut für Film, Bild und Ton für digitale Medien zuständig. 1993 gründete er gemeinsam mit zwei Freunden einen Mailorder für Vinyl. 1995 entwickelt er mit seinem Freund Ekkehard Sommer das Magazin Living Vinyl, das jedoch nach vier Ausgaben wieder eingestellt wurde. Ende der 1990er-Jahre bekam er Kontakt zum Verlag Schwarzkopf & Schwarzkopf, wo er das Vinyl-Lexikon veröffentlichte.
Wonneberg arbeitet für die „Gesellschaft für historische Tonträger“ in Wien und ist Mitherausgeber der Lindström-Publikationen. Er ist außerdem Mitglied der „ARF-Society“ und der IASA-Ländergruppe Deutschland/Schweiz.

## Werke
- 2000: Das Vinyl-Lexikon. Lexikon Imprint, ISBN 3-89602-226-1
- 2008: Labelkunde Vinyl. Schwarzkopf & Schwarzkopf, ISBN 978-3-89602-371-1
- 2011: Grand Zappa, Internationale Frank Zappa Discology. Schwarzkopf & Schwarzkopf, ISBN 978-3-89602-581-4
- 2016: Das Vinyl-Lexikon. Aktualisierte Ausgabe im Großformat. Schwarzkopf & Schwarzkopf, ISBN 978-3-86265-622-6